# Popeleční středa
Popeleční středa (lat. dies cinerum nebo feria quarta cinerum) je v římskokatolickém liturgickém kalendáři, starokatolickém, anglikánském, luteránském a kalendáři Církve československé husitské první den postní doby. Následuje čtyřicetidenní půst spolu se šesti nedělemi. Neděle se do postní doby nezapočítávají, poněvadž se za postní dny nepovažují. Z časového hlediska tedy Popeleční středa připadá na 46. den před Velikonoční nedělí. Pro každý rok platí jiné datum Velikonoc, což ovlivňuje i stanovení data Popeleční středy.

## Historie
Samotné slavení svátku Popeleční středy je doloženo od 6. století.
V období raného křesťanství existovala praxe veřejného pokání po spáchání těžkého hříchu. Kajícník byl na začátku Postní doby biskupem vyzván, aby zahájil uložené pokání. Oblékl se do kajícího roucha a hlavu si posypal popelem. Obřadně byl vykázán z kostela a před vchodem až do Velikonoc žádal křesťany o modlitbu. Instituce veřejného pokání se ještě před koncem prvního tisíciletí postupně vytrácela, avšak výmluvné gesto kajícího sypání popela na hlavu se začalo uplatňovat u všech účastníků bohoslužeb.
Papež Urban II. doporučil tento obyčej na Beneventské synodě 1091 pro celou církev. Mužům se popel sypal na hlavu, ženy kvůli povinnému závoji byly popelem znamenány na čele ve tvaru křížku. Zvláštní modlitba pro žehnání popela se objevila až v 11. století. Předpis, podle kterého má být použit popel ze svěcených ratolestí Květné neděle předchozího roku, pochází až z 12. století.

## Náboženský význam

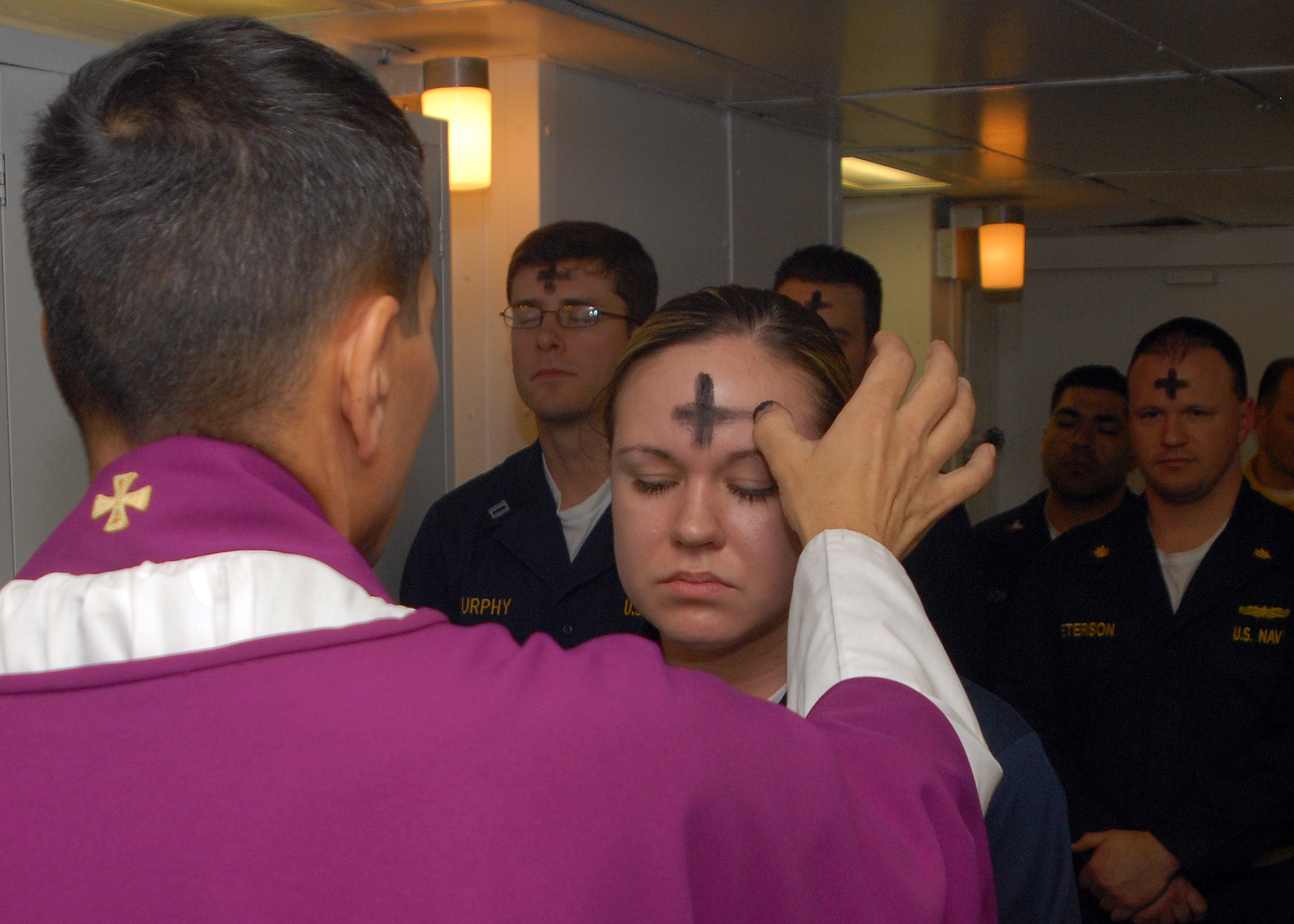
Popelec udělovaný příslušníkům námořnictva Spojených států amerických

Popeleční středa je jedním z dvou dnů přísného půstu (společně s Velkým pátkem) a připomínkou pomíjivosti pozemského života. Znamenání popelem, tzv. popelec, obvyklé v katolické a luterské tradici, doprovází udělovatel slovy: Čiňte pokání a věřte evangeliu nebo Pamatuj, že jsi prach a v prach se navrátíš.
Katolický křesťan je takto veden, aby zůstal nezávislý na skutečnostech pomíjivých a věnoval pozornost hodnotám trvalým – duchovním.